# 映画編集

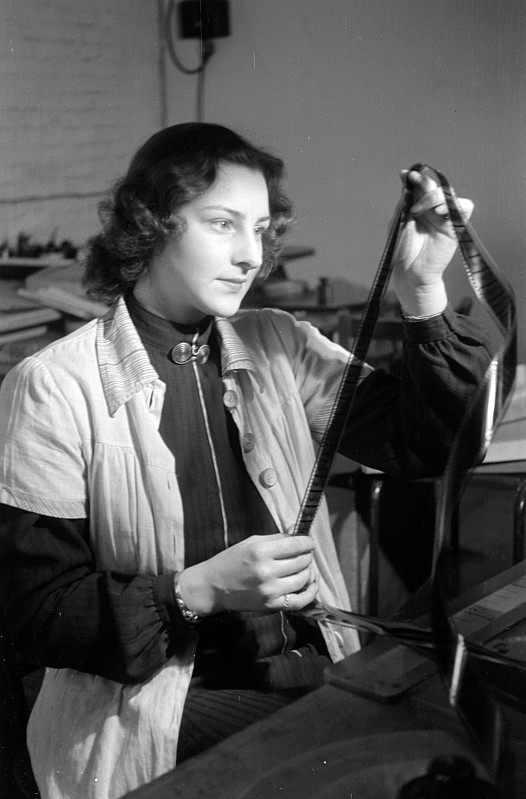
仕事中の映画編集者(1946)

映画編集（えいがへんしゅう、英: Film editing）は、映画製作のポストプロダクション工程で主に行う映像と音声の動画編集作業である。
これは伝統的な映画フィルムを使っての切り繋ぎ作業から始まった工程で、現在ではデジタルシネマ技術を使った編集作業も含めることが増えている。

## 解説
映画編集は編集技師が編集素材のフッテージを使って作業し、ショットを複数選択してはそれらをシークエンスへと組み入れ、映画完成品を創作していく。映画編集は、映画にしかない独特な技能を要する職人的な作業だと説明されるが、詩や小説といった執筆作業での推敲と非常に似た点がある。
映画編集は米国だと「見えない芸術(invisible art)」と呼ばれることがあり、それは見事な出来栄えだと視聴者が惹きこまれてしまい、編集技師の仕事に気づかない可能性があるためである。
最も基本段階の映画編集は、複数のショットを整然としたシークエンスに組み上げていく、職人的な技術の実践である。編集技師の仕事は、単にフィルムの断片を機械的に組み合わせたり、フィルムのカチンコ箇所を切り落としたり、台詞のシーンを編集するだけではない。どういった意図やコンセプトで作りどんな形にまとめて発表するか？という細かいプランニングが必要で、映像、物語、台詞、音楽、俳優の演技を重ね合わせて創造的かつ効果的に「再構想」し、まとまりのある全体像を構築する必要がある。黒澤明、バハラーム・ベイザー、スティーヴン・ソダーバーグ、コーエン兄弟といった作家主義の映画監督は、たまに自分の映画を自ら編集したりもする。
ノンリニア編集システムで行うデジタル編集の台頭に伴い、編集技師とその助手は、従前だと別の人が担当した映画製作の様々な分野を担当するようになっている。例えばその昔、映像編集技師は画だけを扱っていた。音や音楽や視覚効果の編集員は、一般的には映像編集技師と監督の指示のもと、編集工程における担当専門分野の実用的な課題に対処していた。しかし、デジタル編集体制ではこれらの担当を映像編集技師がこなす事が増えている。特に低予算の映画では、編集技師が一時的に音楽も編集したり、視覚効果を試作したり、一時的な効果音や擬音を組み入れるのが通例である。これらの一時的な要素は通常、映画を仕上げるために雇われた音響、音楽、視覚効果チームによって生み出された、より洗練された最終要素に置き換えられる。

## 歴史
黎明期の映画は、1本の長い静的な固定ショットによる短編映画だった。ショットに収められた動作が観客を楽しませるために必要な事の全てであり、初期の映画は街路沿いを移動する交通などの活動を単純に映しており、そこには物語も編集もなかった。各フィルムは、カメラにフィルムがある限り回された。

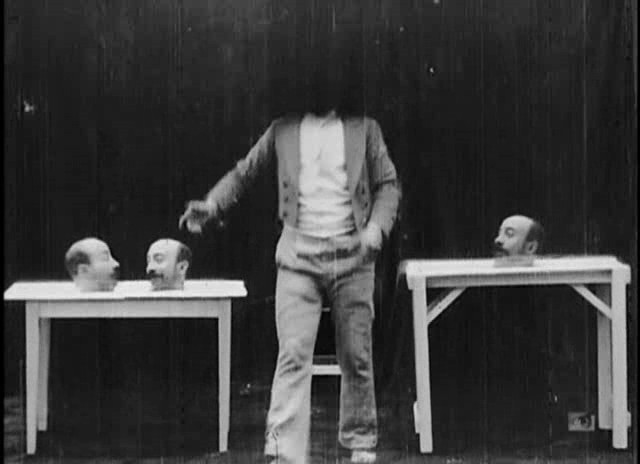
多重露光が特徴的な初期映画『幾つもの頭を持つ男』の一場面

映画編集を使って、あるシークエンスから別のものに移行する展開を挟みながら連続性を確立させたのは、イギリスの映画先駆者ロバート・W・ポールが1898年に制作した『Come Along, Do!』が発祥とされ、複数のショットを特徴とする最初の映画の1つである。最初のショットでは、年配夫婦が美術展覧会の外で昼食をとったあと、扉を通って会場内の人達についていく。次のショットでは、会場内にいる彼らの様子を映している。1896年にポールが考案した「シネマトグラフカメラ No. 1」は逆側にもクランクを回せる特徴を持つ最初のカメラで、これは同一のフッテージフィルムを複数回露光できるため、重ね合わせの多重露光が可能になった。1898年にジョルジュ・メリエスがポールのカメラで制作した『幾つもの頭を持つ男』が、この技法を使用した初期映画の1つである。
複数ショットを使った映画における展開連続性は、1899-1900年にイギリスのブライトン校でさらに発展を遂げ、ジョージ・アルバート・スミス (映画監督)とジェームズ・A・ウィリアムソンによって決定的に確立された。同年、スミスは『As Seen Through a Telescope』を制作し、本作では若いカップルが路上でいちゃつくメイン映像に、老人がこれを望遠鏡で覗いている（外側が黒塗りされた円形枠の内側に少女の脚部が大写しされる）ショットをさし挟むカットバック技法が使われた。
ほぼ同年の1900年に制作されたウィリアムソンの『Attack on a China Mission Station』にも注目すべき技法が見られた。義和団の乱で戦う中国兵士とイギリス兵士とで映像視点が反対側に切り替わる、映画史上初の「切り返し(Reverse angle)」カットが使用された。
ウィリアムソンは、1901年制作の『Stop Thief!』『Fire!』ほか多数の映画で、あるショットで映された場所から別のショットで映された次の場所へと展開していく映画を作ることに専念した。また彼は『The Big Swallow』で極端なクローズアップ技法の実験を行い、ジョージ・アルバート・スミス と共に映画編集の先駆者となった。彼らは作品に色を付け、奇抜な画像を使って物語を強調した。1900年までに、彼らの映画は最大5分の長さになり複数シーンで構成されるようになった。

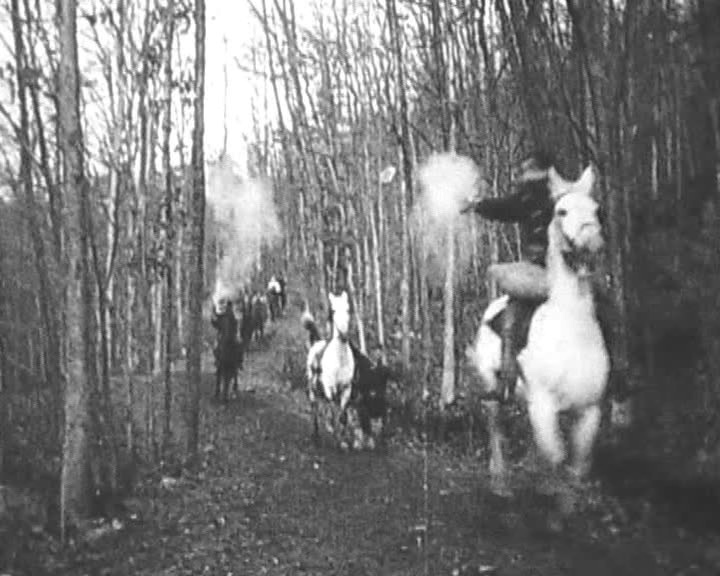
エドウィン・S・ポーターが監督した『大列車強盗 (1903年の映画)』の一場面

その後、米国人エドウィン・S・ポーターを含む他の映画制作者もこれらアイディアの全てを採用した。1903年にポーターが制作した『アメリカ消防夫の生活』は、クローズアップ技法を用いた最初のアメリカ映画だった。同映画の物語は7シーンで構成され、合計9ショットが使用された。既にジョルジュ・メリエスがやっていたように、彼は全ショットの間にディゾルブを入れた。ポーターの制作した『大列車強盗 (1903年の映画)』の上映時間は12分で、20の個別ショットと10の屋内および屋外ロケーション撮影があった。彼はクロスカッティングという編集法を使い、違う場所で同時進行する展開を映像にした。
これら初期の映画監督達は、映画言語の重要な特徴を発見した。スクリーンの画像では人物全体を頭から爪先まで映す必要はなく、2つのショットを継ぎ合わせることで視聴者の心に文脈上の関係を生み出せる。これらは、生放送以外のあらゆるビデオテープやテレビによる物語映画の可能性を築いた重要な発見だった。複数のショットが一定期間（数時間や数日または数ヶ月も）にわたって様々な場所で撮影され、1つの全体的な物語に組み上げられる。先の『大列車強盗』では屋外ロケと舞台セットで撮影が行われたが、あるショットで列車に乗り込むところが映され、その次に客車内（の舞台セット）に入る様子が映ると、観客はそれを同一の列車だと信じ込んでしまう。
1918年頃、ロシアのレフ・クレショフ監督がそうした編集の効果（クレショフ効果）を証明する実験をした。彼は最初に俳優の無表情な顔を撮影。そのショットにそれぞれ、1)スープの入った皿、2)テディベアで遊んでいる子供、3)棺に納められた老女、のショットを挿入した３通りの映像を制作した。それぞれの映像を見た観客はこの俳優の演技を称賛した。1)ではスープを見た時の空腹な表情を、2)では子供に柔和な表情を、3)では死者を見た時の沈痛な表情をしていたと語ったのである。俳優のショットは他より何年も前に撮影したもので、もちろん彼は実験素材3つのいずれも一切「見て」いなかった。複数のショットを順番に並べるという単純作業によって関係性が構築されたのである。

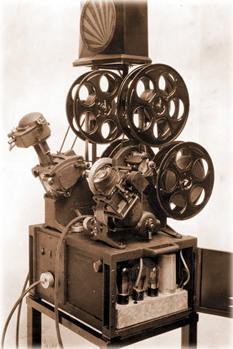
初期の映画編集で使用されたムヴィオラ。

### 映画編集の流れ
基本的に映像編集は、オフライン編集 (Offline editing) を終えた後にオンライン編集 (Online editing) という段取りを踏む。これは一種の業界用語で、前者は高品質な撮影ネガ（マスターテープ）をコピーした低品質なポジフィルム（編集素材のワークテープ）を使って行う「仮編集」の事を指す。この仮編集データに基づき、専用機材を使った高度な加工や演出を施して作品を仕上げる「本編集」のことをオンライン編集という。なお、映画のエンドロールで「編集」とクレジット表記されるのは前者のオフライン編集に携わる人達である。
あらゆる初期の映画編集はフィルム片を物理的にカット（切断）して繋ぎ込む作業だった。作業用フッテージの断片は手作業でカットされ、テープで仮留めしたあと接着する。編集者は非常に正確にこの作業をこなした。もし間違えてカットしたり新たなポジフィルムが必要になった場合、現像所がフッテージをネガから焼き増すには余計な制作費と時間がかかってしまう。そのうえ、焼き増しのたびにネガを損傷の危険にさらすことになる。スプライサー（フィルムをカットしたり繋ぎ込むための専用器具）の発明そして編集時の画像閲覧装置ムヴィオラやK.-E.-Mなどの平台編集機 (Flatbed editor) を使うことで、編集工程は若干速度が上がりカットも綺麗で正確になった。ムヴィオラでの編集実践はノンリニアで、編集技師がより迅速に（編集点を）選択できるため、作品を完成させるまでのタイムラインが非常に短いテレビ映画を編集する場合に大きな利点があった。テレビ映画を制作した全ての映画スタジオと制作会社が、この機材を自社の編集者員に供与した。平台編集機は、ノイズを減らして出来栄えが綺麗になるため、特に長編映画やテレビ映画での再生およびカット精度向上目的で使用された。これらはBBC映画部門でのドキュメンタリーやドラマの制作で広く使われた編集技師と助手による2人体制で運用されたこの工程には高度な技能が必要とされたが、編集技師にとっては極めて効率的な作業が可能になった。

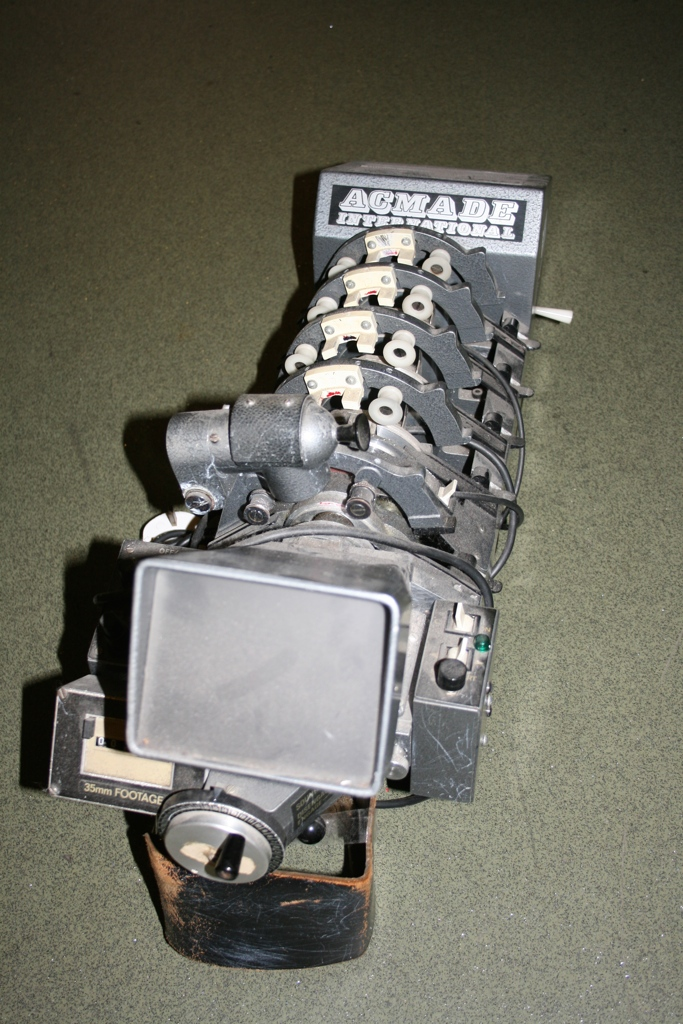
1980年代の16ミリフィルム編集機材Acmade Picsynch

現在では、大半の映画がデジタル編集されており、ポジフィルムの切り繋ぎ作業をやらなくなっている。その昔は、ポジフィルムを使うことで、オリジナルの撮影ネガを傷つける危険もなく編集技師は思いのままに編集実験ができた。デジタル編集では（Avid Media Composer、Final Cut Pro 、Premiere Proなどの）専用ソフト上で、編集者が昔と同じように実験できる。
ワークテープによる切り繋ぎが満足のいく状態に編集されると、次にこれがEDLという編集シートの作成で使用される。ネガの編集者は、このリストを参照してネガを処理加工する本編集を行い、その後これをべた焼きすることで映画フィルムが最終的に仕上げられる。
現在、制作会社にはネガ編集を一切しないという選択肢がある。デジタル・インターミディエイト(DI)の出現に伴い、物理的なネガは必ずしも物理的にカットされたりフィルム溶接される必要がなくなっている。むしろ、ネガは光学スキャンでコンピュータ内に保管され、編集リストはDIの編集者によって確認が行われる。

### 映画編集に携わる女性
映画の黎明期に、編集作業は技術職と考えられていた。編集技師に期待されるのは「悪い箇所を切り取って」フィルムを繋ぎ合わせることだった。実際、映画編集技師の職能組合が結成されたとき、彼らは創作者組合ではなく技術スタッフ(below the line)の組合であることを選んだ。当時の女性達は通常、創作的な地位に入り込むことが許されていなかった。当時の監督、カメラマン、プロデューサー、経営幹部はほぼ全てが男性だった。編集は、映画製作の工程上に創作的な女性の居所を主張できる場所を与えた。映画史を紐解くと、デデ・アレン、アン・ボーチェンズ、マーガレット・ブースほか多くの女性編集者がいる。

## ポストプロダクション
ポストプロダクションの編集は、一般にエディターズ・カット、ディレクターズ・カット、ファイナル・カットと呼ばれる三段階に要約されうる。このうち編集の第一段階がエディターズ・カットである。これはたまにラフカットと呼ばれることもあり、今後も改良が必要な全体的に粗い仕上がりながら、最終的な映像固定 (picture lock) に至る全体像が見え始める最初の段階でもある。なお、編集の余地が残っているエディターズ・カットは、完成映画よりも長いことが多い。
編集技師は通常、主要撮影を行っている時期に作業を開始する。映画では画と音が別々に収録されているため、編集機でそれらを読み込んだ後カチンコの位置で両者を合わせる「音付け作業」をして、編集素材（フッテージ又はラッシュと呼ばれる）を作成する。時には編集作業前に、編集技師と監督が日々撮影された未編集フッテージを視聴して議論することもある（フィルム編集のときは良く行われていたが、デジタル編集になってからはあまり行われていない）。編集作業は、スクリプターが作成した「編集シート」又は「割り台本」を元に編集していく。これらには監督の意向や現場で生じた注意事項などが記載されており、編集作業をスムーズに行うための編集指示書である。台本指示に基づいて、画のメッセージが一番伝わるテイク（映画では同じ場面のショットを複数回行うことも珍しくない）を選択し、登場人物の心情や作品全体のバランスを把握しながら編集作業を行う。映画によっては編集工程全体が数カ月に及んだり1年以上かかる場合もある。
全撮影が終了（クランクアップ）すると、監督は編集技師との共同作業で映画編集のさらなる改良に注力できるようになる。このポストプロダクションは、最初のエディターズ・カットが監督の意向に合うよう手直しされる時間にあたる。米国では全米監督協会の規則のもと、監督は最初に自分の編集を手掛けるためクランクアップ後に最低10週間を設ける。監督と編集技師は「ディレクターズ・カット」と呼ばれるもので共同作業しつつ、映画全体を非常に詳細に確認する。幾つものシーンとショットが再配置、削除、短縮、その他の調整が行われる。多くの場合、新たなシーンの撮影が必要となるプロットホールや撮影忘れや区分の欠落が発見される。この緊密な共同作業時間（一般にこの期間は、それまでの映画制作全体よりもはるかに長くて綿密）のため、多くの監督と編集技師が独特の芸術的絆を形成する。
多くの場合、監督が1回ディレクターズ・カットを行う機会を得たら、その後の編集版 は、制作会社や映画スタジオを代表するプロデューサー（複数の場合もある）によって管理される。米国映画界では編集をめぐって監督とスタジオ間で幾つもの対立が起っている。監督がファイナルカットの内容に不満を持ち、この映画を作った監督だと思われたくない、この映画から監督名義を外したいと労働組合である全米監督協会に訴えた場合、全米監督協会により「アラン・スミシー」という偽名が導入される場合があった。

## モンタージュの方法
映画用語で「モンタージュ（フランス語で「まとめる」「組み立てる」の意）」とは映画編集の技法を指す。
この用語には少なくとも3つの意味がある。
1. フランス映画だと、「モンタージュ」は文字通りフランス語の意味であり、単純に編集作業を指す。
2. 1920年代のソビエト連邦の映画制作において、「モンタージュ」は複数のショットを並置して、どちらのショットにも存在しなかった新しい意味を引き出す手法だった。
3. 古典的なハリウッド映画において、「モンタージュシークエンス」とは物語の情報が凝縮された形で提示される映画の短い区画である。

映画監督のD・W・グリフィスはモンタージュ派ではないが、編集の力の初期の支持者の一人で、異なる場所で同時進行する展開を見せるためにクロスカッティングを習得し、他の方法でも映画文法を体系化した。グリフィスの10代作品は、レフ・クレショフほかソビエト映画製作者から高く評価され、編集の理解に大きな影響を与えた。
クレショフは、1920年代に比較的歴史の浅い映画媒体について理論化した最初の一人だった。彼にとって、映画の独特な本質（他の媒体では複製できないもの）が編集であった。彼は、映画編集は建物の建築に似ていると主張した。レンガを一個一個積み重ねて（ショットを一回一回積み重ねて）その建物（映画）が構築されることになる。引用されることの多い彼のクレショフ効果は、モンタージュが映画の展開に関して特定の結論に視聴者を導くことができることを立証した。モンタージュが機能するのは、視聴者が文脈に基づいて意味を推測するためである。セルゲイ・エイゼンシュテインは短期間クレショフの弟子だったが、二人はモンタージュの考え方の違いから決別した。エイゼンシュタインはモンタージュを意味を創造する弁証法的手段と見なした。無関係なショットを対比させることで、彼は視聴者の驚きから誘発された連想を引き起こそうとした。しかし、エイゼンシュタインは常に彼自身の編集に携わっていたのではなく、彼の最も重要な映画のいくつかはエスフィル・トバクによって編集された。
モンタージュシークエンスは、物語を凝縮してシークエンスに編集された一連の短いショットで構成されている。それは通常、象徴的な意味を創作するのではなく、物語全体を前に進めるために（しばしば時間の経過を示唆するために）使用される。多くの場合、背景で曲が再生されてムードを高めたり伝達情報を強化する。モンタージュの有名な例の1つが、1968年の映画『2001年宇宙の旅』で見られ、類人猿から人間へと初めて発達する端緒を描いている。多くの映画で採用されているもう1つの例が、スポーツのモンタージュである。これは、主演アスリートが一定期間にわたって訓練し、各ショットが以前よりも多くの向上を遂げる様子を映している。古典的な例に『ロッキー』『ベスト・キッド』などがある。

この単語のセルゲイ・エイゼンシュタインとの関わりは、しばしば「並置」や「衝突のモンタージュ」という構想に凝縮される。これは形式パラメータや画像内容で互いに対立する2つの並んだショットが互いに編集されており、それぞれのショットに含まれていない新たな意味が作られるものである（Shot a + Shot b = 新たな意味 c）。衝突のモンタージュは驚くような構想ではない。心象とはヘーゲル的な意味において弁証法的に機能しており、対立する思想（テーゼ対アンチテーゼ）間の矛盾はより高い真理の統合によって解決される、とエイゼンシュタインは一貫して主張した。彼は、矛盾があらゆる芸術の基礎であり、他の文化でモンタージュを見落とすことは決してないと主張した。例えば、彼はモンタージュを「独立した2つの表意文字（ショット）が並置されると、概念に爆発がおこる日本語でいう漢字」の構築における基本方針だと見なした。このような例があるという。
目+ 水= 泪（なみだ）
門+ 耳= 聞く

口+ 犬= 吠える
口+ 鳥= 鳴く
彼はまた日本の俳句にモンタージュを見いだしており、そこでは短い感覚知が並置されて新しい意味に合成されるという。
枯朶に烏のとまりけり秋の暮- 松尾芭蕉
ダドリー・アンドリューが指摘するように、「線から線への誘致の衝突は、俳句とモンタージュの特徴である統一された心理的効果を生み出す」ことになる。

## 連続性編集と代替
連続性（コンティニュイティ）とは、あるシーンと次とで俳優の衣裳が同一になっているか、登場人物が持つコップの牛乳があるシーンを通して満たされているか等、シーンや映画の流れにおける画面要素の一貫性や整合性を表す用語である。典型的に映画は順不同で撮影されるため、スクリプターは連続性を記録に残しておき、参照資料として映画編集者にそれを提供する。編集者は、要素の連続性を維持しようと努める場合もあれば、様式的・物語上の効果を求めて不連続なシークエンスを意図的に作る場合もある。
古典的なハリウッド様式の一部である連続性編集の技法は、初期の欧米の監督、特にD・W・グリフィスの映画『國民の創生』『 イントレランス』によって生み出された。古典様式は、180度ルールやエスタブリッシング・ショットやショット・リバースショットなどの技法を駆使して、物語を進める方法として時間的・空間的な連続性を保っている。多くの場合、連続性編集とは文字どおりの連続性と知覚的な連続性の釣り合いを見つけることを意味している。例えば、編集者は（観客が）気に留めないような方法で編集全体に及ぶ動作を凝縮する場合がある。ある場所から他の場所へ歩いていく登場人物は、床のある場所から別の場所に「飛躍する」場合があるが、編集は視聴者の気を逸らさず連続して見えるように（例えば背景や撮影アングルを考慮して）構築されている。
レフ・クレショフなど初期のロシア映画制作者は、編集とそのイデオロギー的性質についてさらに探求し、理論化した。セルゲイ・エイゼンシュタインは、古典ハリウッドの継続的システムの規則に捉われない（彼自身は知的モンタージュと呼んでいた）編集体系を生み出した。
また伝統的な編集に代わるものが、ルイス・ブニュエルやルネ・クレールなどの初期シュルレアリスムおよびダダイズムの映画制作者によって探求された。
ジャン=リュック・ゴダールやフランソワ・トリュフォーなどフランスのヌーヴェルヴァーグ映画制作者、そしてアンディ・ウォーホルやジョン・カサヴェテスなどのアメリカ映画制作者も、1950年代後半から1960年代にかけて編集技術の限界を押し広げた。 1960年代のヌーヴェルヴァーグ映画や非物語的な映画  (non-narrative film) は連続性に無頓着な編集様式を使い、ハリウッド映画の伝統的な編集の作法に従わなかった。ダダイズムやシュルレアリスムの先駆者たちと同じく、ヌーヴェルヴァーグの編集は連続性の欠如、自己言及的な性質を際立たせる（映画を見ていることを観客に思い出させる）、露骨なジャンプカットの使用、物語とあまり関係ない素材の挿入によって、しばしば編集自体に注意を集めさせた。ヌーヴェルヴァーグ映画の最も影響力のある編集者3名は、ゴダールの映画15作品を編集した女性フランソワーズ・コリン、アグネス・ギルモア、セシル・デキュジスであり、他には映画初の黒人女性編集者で『大人は判ってくれない』の編集を手掛けたマリー・ジョゼフ・ヨヨットが著名である。
20世紀後半からの古典派以降の編集 (Post-classical editing) で は、ノンリニアで不連続な展開を伴ったより高速な（古典的な編集に比べて短時間で次々と切り替わる）編集様式が見られる。

## 意義
フセヴォロド・プドフキンは、編集工程が本当に映画の独特な制作の1段階だと指摘した。他のあらゆる映画製作の段階は、映画ではない媒体（写真、アートディレクション、執筆、録音）が発祥だが、編集は映画独特の1工程だという。映画監督のスタンリー・キューブリックは「私は編集が大好きなんです。私は映画製作のどこの段階よりもそれが好きだと思っています。もし軽口を叩ける立場だったら、編集に先立って行う事は全部、編集するための映画を制作する手段にすぎないと発言したかもしれません」との発言を残している。
脚本家兼監督のプレストン・スタージェスによれば、

ここには自然な編集の法則があり、これは映画館の真っ当な観客が自身でやる事をなぞっています。映画編集者がこの自然な関心という法則に近づけば近づくほど、その編集は見えなくなるのです。映画館の真っ当な客が頭（視線）を向けたであろうまさしくその瞬間にカメラがある人物から他の人物に移るのなら、人は編集を意識しないでしょう。カメラが1/4秒（そのタイミングを）間違えたら、人は動揺を起こすかもしれないのです。別の要件として、ショット2つの色調（明度と彩度）が似ていなければなりません。黒から白へと編集カットすると目がチカチカします。カメラはどんな時でも、観客が見たい場所を正確に向いている必要があるのです。

## 編集助手
編集助手は、映画を編集するために必要な全ての要素を収集および整理して、編集者と監督を補佐している。米国の映画編集者協会は、編集助手を「編集技師を補佐するために割り当てられた人。その職務は、編集技師による直接の指示・監督・責任の下で割り当てられ遂行されるもの」と定義している。
大規模な予算を組んだ作品の編集技師は通常、自分達のために働いてくれる助手チームを持つことになる。序列1番目の編集助手がこのチームをまとめており、必要に応じて画像編集を少し行う場合もある。多くの場合、編集助手は一時的な（エディターズカットにて使われ、ファイナルカットでは洗練されたものに差し替えられる）音響、音楽、視覚効果の作業を行う。他の助手は定められた職務を持っている筈だが、時間制約のある職務を直近で仕上げる必要性がある場合は、互いに助け合うのが通例である。さらに、助手を補佐するための編集見習いがそこにいる場合もある。見習いは通常、編集のコツを学んでいる人である
組織的な仕事の特徴は、データベース管理と一番比較されうる。映画が撮影されると、あらゆる画と音が数字とタイムコードで符号化される。データベースでこれら数字の記録を付けておくことが助手の仕事で、これはノンリニア編集だとコンピュータプログラムと繋がっている。編集技師と監督は、撮影した画・音のデジタルコピーを使って映画を編集し、一般にこれはオフライン編集（仮編集）と呼ばれる。仮編集が終わったら、映画のオンライン編集（本編集）に入る。ここで助手は、高画質のオリジナル撮影データ（ないしネガフィルム）を使って行う本編集の具体方針等を、画像や音声の仕上げ業者に伝えるための指示書やリストを作成する。編集助手は、最終的に編集技師になるキャリアの道だと見なされている。しかし、日本の専業ADと同じく、昇格を望まずに現状の立場で満足している編集助手が米国の映画業界では散見される。